# لاوفن-أوفيزن
لاوفن-أوفيزن (بالألمانية: Laufen-Uhwiesen) هي إحدى بلديات مقاطعة أندلفينغن في كانتون زيورخ في سويسرا. تبلغ مساحتها 6.27 كيلومتر مربع، ويقدر عدد سكانها بـ 1668 نسمة (حسب تعداد ديسمبر 2017).